# پیمان استارت نو
پیمان استارت نو (به انگلیسی: New START) پیمان کاهش تسلیحات هسته‌ای دو جانبه میان ایالات متحده آمریکا و فدراسیون روسیه.
رییس‌جمهور آمریکا و همتای روسی وی ۸ آوریل ۲۰۱۰ در پراگ پایتخت جمهوری چک با هم دیدار کرده و یک پیمان برای کاهش زرادخانه‌های هسته‌ای خود امضا کردند.
آمریکا و روسیه تحت این قرارداد جدید، اجازه دارند حداکثر ۱۵۵۰ کلاهک را مستقر کنند؛ حدود ۳۰ درصد کمتر از محدودیت اعمال شده در سال ۲۰۰۲.
معاهده کاهش تسلیحات استراتژیک موسوم به "استارت"، در سال ۱۹۹۱ منعقد شد و در دسامبر ۲۰۰۹ منقضی شد.
باراک اوباما، رییس‌جمهور آمریکا و دیمیتری مدودف، رییس‌جمهور روسیه پیمان جایگزین معاهده کاهش تسلیحات استراتژیک (استارت) را در شهری که اوباما در سخنرانی سال گذشته خود در آن خواستار جهان عاری از تسلیحات هسته‌ای شد، امضا کردند.
امضای این پیمان جدید در قلعه پراگ و پس از دیدار رو در روی سران آمریکا و روسیه که در آن روی برنامهٔ هسته‌ای ایران، ناآرامی‌های سیاسی در قرقیزستان و دفاع موشکی آمریکا در اروپا بحث و تبادل نظر شد رخ داد.
در پی این مراسم در قلعه پراگ اوباما و مدودف یک کنفرانس خبری مشترک برگزار کردند.